# Pottelberg (Kortrijk)
De Pottelberg is een wijk in het zuidwesten van de Belgische stad Kortrijk. De wijk ligt op een hoogte en grenst aan deelgemeente Marke, ruim een kilometer ten zuiden van de Leie.

## Geschiedenis

### Prehistorie
De plaats kende al vroeg bewoning. Zo werden hier vondsten gedaan uit Mesolithicum. Uit het laat-Neolithicum werden gepolijste bijlen teruggevonden en uit de La Tène-periode vond men sporen van afvalkuilen.

### Middeleeuwen en nieuwe tijd
Pottelberg bleef eeuwenlang een landelijk gebied op de zuidwestelijke uitvalsweg uit Kortrijk richting Tourcoing en Rijsel. In 1502 kwam de naam Pottelbergh en Potteleerenbergh voor. Op de Ferrariskaart uit de jaren 1770 staat Pottebergh.

### 19de en 20ste eeuw
Halverwege de 19de eeuw werd iets ten noorden spoorlijn Kortrijk-Moeskroen aangelegd. In die periode werd hier een dakpannenfabriek vermeld. In 1860 werd het bedrijf de nv "S.A. Tuilleries du Pottelberg" en rond 1910 werd een nieuwe fabriek gebouwd. In de 20ste eeuw groeide de stad Kortrijk en de Pottelberg verstedelijkte. Het zuiden kwam een residentiële wijk en in het noorden groeide rond de pannenfabriek de nijverheidszone uit tot zo'n 40 hectare industriegronden. Op de Pottelberg verschenen de fabrieken en werkplaatsen van de internationaal befaamde Kortrijkse Kunstwerkstede Gebroeders De Coene. Ze kregen het tijdens de bombardementen in de Tweede Wereldoorlog zwaar te verduren door de nabijheid van het goederen- en rangeerstation Kortrijk-Vorming, de Congo-statie genoemd. 
In de jaren 1950 werd een parochie opgericht, gewijd aan het Heilig Hart. Vanaf 1967 deed een zaal aan de Meiweg-Pottelberg dienst als parochiekerk. De dakpannenfabriek sloot de deuren in 1988 en werd de volgende jaren omgebouwd tot het Handelscentrum Pottelberg. In 1995 werd de Sint-Jozefskerk van de paters Karmelieten, iets noordelijker, ingewijd als nieuwe parochiekerk en in 1996 werd de parochie en kerk gewijd aan de heilige Damiaan.

## Campus Pottelberg
Tussen het rangeerstation Kortrijk-Vorming, de Weggevoerdenlaan, de Burgemeester Felix de Bethunelaan en de Pottelberg ligt de historische site van de campus Pottelberg. Eind 19de eeuw bouwde de stad een regimentsschool die tijdens de Eerste Wereldoorlog als Duitse kazerne werd gebruikt.In 1931 werd dit een rijksmiddelbare school dat tijdens de bombardementen van 1944 vernield werd. In 1954 was het nieuwe gebouw klaar: het Atheneum Pottelberg (ASO-onderwijs met wetenschappen, moderne talen, economie, humane wetenschappen en Latijn), Kunstonderwijs en LO-sport). Enkele decennia later kwam het BuSO Ter Bruyninge (buitengewoon onderwijs) en De Kleine Kunstgalerij (kleuter- en basisonderwijs). Sinds 2016 vormt campus Pottelberg een deel van de secundaire school Athena samen met campus Drie Hofsteden, campus Heule, campus Ter Bruyninge en campus CLW.

## Bezienswaardig
- Handelscentrum Pottelberg. De voormalige pannenfabriek werd in 2003 als monument beschermd.
- Het beschermde paviljoen van Expo 58 in Brussel. Na de wereldtentoonstelling werd het gebouw overgeplaatst naar de Pottelberg.

## Verkeer en vervoer
Over de Pottelberg loopt de zuidwestelijke uitvalsweg uit het stadscentrum van Kortrijk, de N43, met opeenvolgende straatnamen Aalbeeksesteenweg, Pottelberg, Torkonjestraat, richting Aalbeke, Moeskroen en Frankrijk. In het noorden loopt de uitvalsweg Marksesteenweg, in het verlengde van de Dronckaertstraat naar Rijsel. In het westen van de Pottelberg loopt van noordwest naar zuidoost de Kortrijkse ringweg R8, met afrit 12 ter hoogte van Pottelberg.
In het noorden van de Pottelberg loopt spoorlijn 75 van Kortrijk naar Frankrijk, met het Station Kortrijk-Vorming.
Belgische gemeenten · Arrondissement Kortrijk · West-Vlaanderen · Vlaanderen